# Arte computacional
El arte computacional o arte por computadora es el que consta del tratamiento de imágenes creadas con un ordenador para determinados procesos creativos, siendo desde fotografías manipuladas hasta el diseño de paisajes y retratos.
Para lograr su cometido se utiliza software especial combinado con dispositivos interactivos como escáneres, cámaras digitales, bolígrafos y tabletas digitalizadoras. En tiempos recientes las creaciones finales son mayormente aplicadas en publicidad y cinematografía.
- Datos: Q1376265
- Multimedia: Digital art / Q1376265